# Melanargia satnia
Melanargia satnia är en fjärilsart som beskrevs av Hans Fruhstorfer 1917. Melanargia satnia ingår i släktet Melanargia och familjen praktfjärilar. Inga underarter finns listade i Catalogue of Life.